# ジョナサン・ウェインライト
ジョナサン・メイヒュー・"スキニー"・ウェインライト4世 （Jonathan Mayhew "Skinny" Wainwright IV, 1883年8月23日 - 1953年9月2日）は、アメリカ合衆国の陸軍軍人。最終階級は大将(General)。第二次世界大戦における名誉勲章受章者の1人。

## 経歴
1883年、ワシントン州ワラワラの陸軍駐屯地フォート・ワラワラにて生を受ける。父ロバート・パウエル・ページ・ウェインライトは騎兵将校として米西戦争などに従軍していたが、1902年にフィリピンで戦死した。
1906年、高校卒業後に陸軍士官学校に進み、父と同じ騎兵将校の道を選ぶ。
第一次世界大戦中の1918年2月からフランス戦線へ派遣され、第82歩兵師団の参謀長補などを務めた。終戦後は1920年まで占領軍の一員としてドイツに駐留した。
1942年のフィリピンの戦いではアメリカ極東陸軍（米比軍）に属し、ダグラス・マッカーサー大将を補佐し、バターン半島とコレヒドール要塞に立てこもり指揮を執った。
同年3月、マッカーサー大将がフィリピンを脱出してからは米比軍を指揮した。5月、コレヒドール要塞が陥落して日本軍に降伏、捕虜として満州に移送された。
1945年9月2日、旗艦ミズーリ艦上で行われた降伏調印式に出席した。
1945年9月5日、日本の降伏直後に彼は大将に昇進した。1946年1月にウェインライトはテキサス州フォート・サム・ヒューストンの第4軍の指揮官に着任する。ウェインライトは1947年8月に退役した。
ウェインライトはアーリントン国立墓地の第1セクションに埋葬される。彼は記念劇場で葬儀が行われた数少ない人物の内の一人である。
アラスカ州のフォート・ウェインライトは彼に因んで命名された。